# Velella lata
Velella lata är en nässeldjursart som beskrevs av Adelbert von Chamisso och Karl Wilhelm Eysenhardt 1821. Velella lata ingår i släktet Velella och familjen Porpitidae. Inga underarter finns listade i Catalogue of Life.